# Замок Вурцен
Замок Вурцен (нем. Schloss Wurzen) — позднесредневековый городской замок Майсенских епископов в немецком городе Вурцен в федеральной земле Саксония.
С архитектурной точки зрения, построенный в конце XV века Вурценский замок знаменует собой переход от средневекового замка к позднеготической резиденции-дворцу.
В находящемся с 2002 года в частном владении здании размещаются ресторан и гостиница.

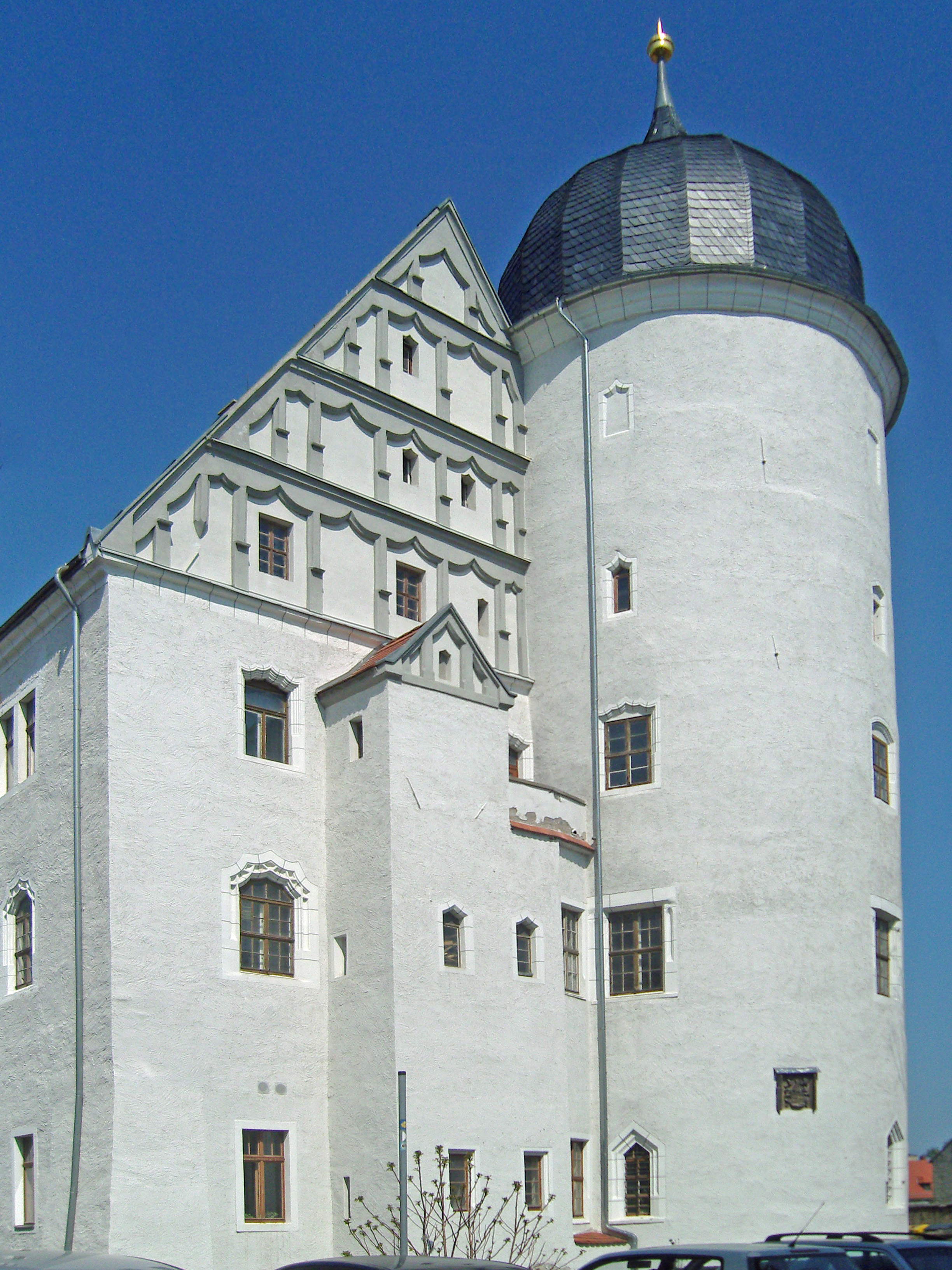
Вид с южной стороны
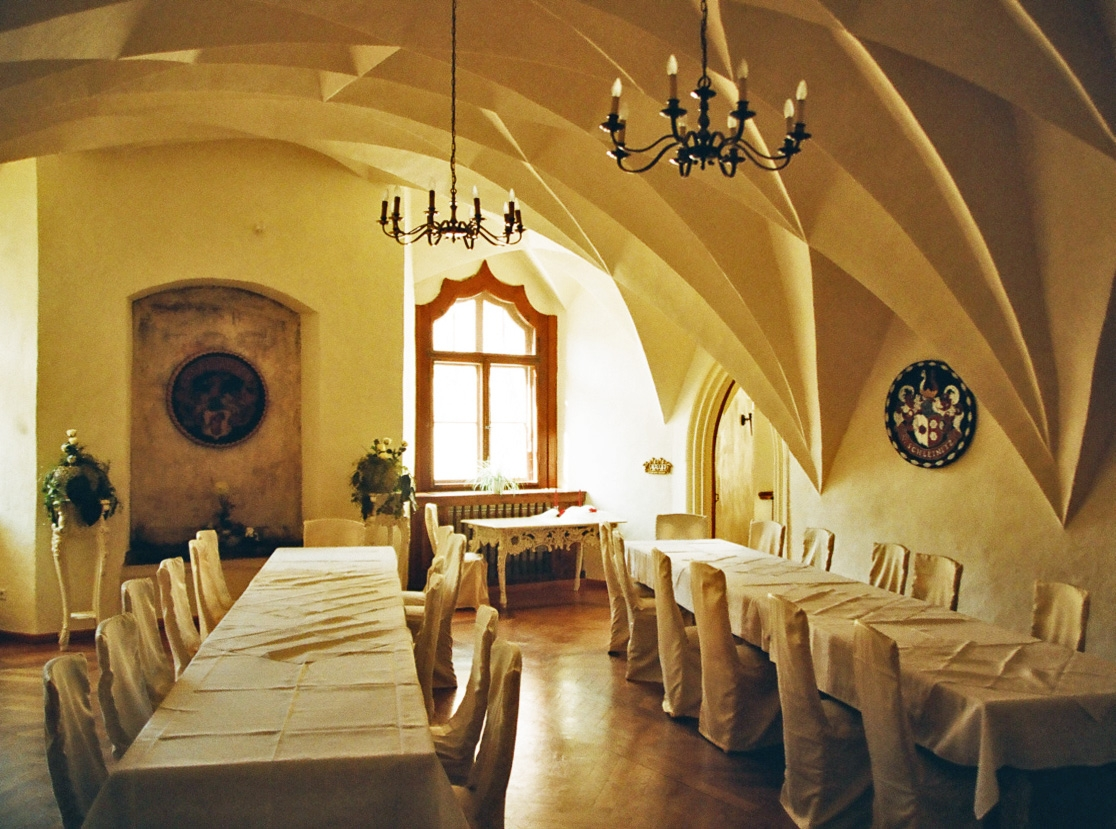
Так называемый Епископский зал
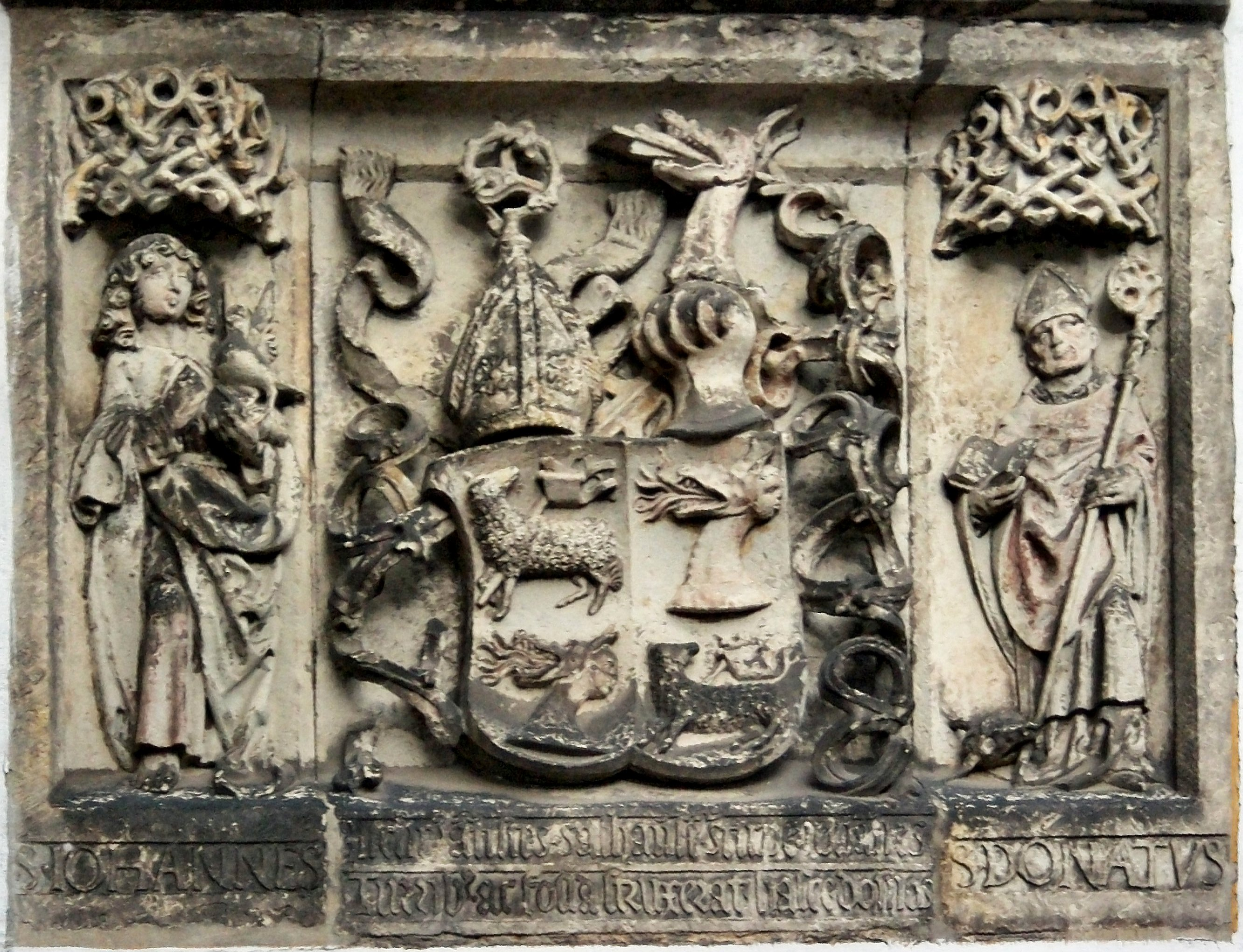
Герб Иоганна VI фон Заальхаузен, строителя замка